# Duinwijck Juniors 1983
Das Duinwijck Juniors 1983 im Badminton war die offene internationale Meisterschaft der Niederlande für Junioren U18 des Jahres 1983. Das Turnier wurde in Haarlem ausgetragen.

## Finalresultate
| Disziplin    | Sieger                      | Finalist                      | Ergebnis           |
| ------------ | --------------------------- | ----------------------------- | ------------------ |
| Herreneinzel | Darren Hall                 | Pierre Pelupessy              | 7–15, 15–14, 15–12 |
| Dameneinzel  | Dorthe Lynge                | Astrid van der Knaap          | 11–8, 11–2         |
| Herrendoppel | Chris Rees Lyndon Williams  | Karsten Schultz Claus Thomsen | 15–4, 6–15, 15–8   |
| Damendoppel  | Lisa Chapman Jane Shipman   | Gitte Paulsen Gitte Søgaard   | 17–16, 15–9        |
| Mixed        | Claus Thomsen Gitte Paulsen | Per Rose Helle Wøidemann      | 15–4, 15–7         |